# Vinogorje Ponikve
Vinogorje Ponikve su vinogradarski položaj koji se nalazi u blizini naselja Boljenovići na poluotoku Pelješcu u sastavu općine Ston u vinogradarskoj podregiji Srednja i Južna Dalmacija.
Ponikve su odličan primjer atraktivnog tradicijskog načina podizanja vinograda s terasama i suhozidima. Najzastupljenija sorta u Ponikvama je plavac mali.

## Zaštićena oznaka izvornosti
Ponikve su najnovije, za sada 17. hrvatsko vinogorje ili vinogradarska regija koje je upisano u europski registar zaštićenih oznaka izvornosti. Cilj ovog registra je označavanje proizvoda, odnosno vina te isticanje naziva lokaliteta Ponikve u skladu s propisima EU zbog lakšeg prepoznavanja posebnosti svih odlika vinogradarskog lokaliteta.
Proces zaštite počeo je 16. srpnja 2013. godine kada je Institut za jadranske kulture i melioraciju krša iz Splita izradio Studiju zaštite za nositelja projekta, udrugu Pelješki vinski puti, uz podršku Općine Ston, Gospodarska komore Dubrovačko-neretvanske županije i same Dubrovačko-neretvanske županije, a uspješno je završen 10. veljače 2021. godine upisom u europski registar zaštićenih oznaka izvornosti, što je objavljeno u Službenom listu Europske unije.